# Praeepischnia
Praeepischnia é um gênero de mariposa pertencente à família Crambidae.